# Ramon Lacroix
Ramon Lacroix (Beek, 21 februari 1975) is een Nederlandse tennisser en voetballer die speelde voor MVV Maastricht.

## Tennis
Ramon Lacroix behoorde lange tijd tot de top van het tennis in Nederland. Kort nadat hij Nederlands kampioen werd op de tennisbaan, raakte hij echter geblesseerd aan z'n knie.

## Voetbal
Zijn sportcarrière kreeg eind jaren 90 een verrassende wending. Nu hij meer tijd had voor zijn andere passie, voetballen, ging hij daarin met sprongen vooruit. Dit zagen ook de scouts van betaaldvoetbalclub MVV. Vier seizoenen speelde Ramon Lacroix als profvoetballer bij het Limburgse MVV, waar hij in 1997 kampioen van de Eerste divisie werd. De laatste twee jaar van zijn carrière speelde hij in de Eredivisie.

## Tennistrainer
Bij de KNLTB haalde hij in de tussentijd zijn trainersdiploma A en B. In 2000 ging Ramon Lacroix aan de slag als tennistrainer bij Tennisacademie Henk van Hulst, VLTC Falcones, en TV Eresloch. Sinds 2012 heeft hij zijn eigen tennisschool.

## Familie
Ramon Lacroix is de zoon van oud-profvoetballer Jos Lacroix, die in de jaren 70 en 80 uitkwam voor MVV en Helmond Sport. Hij heeft vier kinderen, waaronder dochter Robine Lacroix die voor de vrouwen van PSV uitkomt in de Vrouwen Eredivisie.